# Birkach (Bechhofen)
Birkach ist ein Gemeindeteil des Marktes Bechhofen im Landkreis Ansbach (Mittelfranken, Bayern). Die Gemarkung Birkach hat eine Fläche von 12,196 km². Sie ist in 1299 Flurstücke aufgeteilt, die eine durchschnittliche Fläche von 9389,08 m² haben. In ihr liegen neben dem namensgebenden Ort die Gemeindeteile Burgstallmühle, Fröschau, Heinersdorf, Röttenbach und Rottnersdorf.

## Geografie
Das Dorf liegt in einer flachhügeligen Ebene am Gartenwiesgraben (im Unterlauf Ellenbachgraben genannt), der ein rechter Zufluss der Wieseth ist, und liegt mit dem im Osten gelegenen Röttenbach in einer Lichtung, die ringsum von Wald umgeben ist (im Norden Brandlach, im Südosten Schwarzholz genannt). Direkt nordöstlich grenzt das Flurgebiet Stockfeld an.
Die Kreisstraße AN 54 führt an der Weihermühle vorbei nach Königshofen a.d.Heide zur Staatsstraße 2220 (2 km westlich) bzw. zur Staatsstraße 2221 bei Röttenbach (1 km östlich). Eine Gemeindeverbindungsstraße führt nach Rottnersdorf (1,3 km nördlich).

## Geschichte
Das Kollegiatstift Herrieden erlangte diese Ansprüche im Jahr 1058 durch ein Vermächtnis des Propstes und Erzdiakons Heysso zu Herrieden.
Birkach lag im Fraischbezirk des ansbachischen Oberamtes Wassertrüdingen. Die Dorf- und Gemeindeherrschaft wurde vom eichstättischen Stiftskapitel Herrieden ausgeübt. Gegen Ende des 18. Jahrhunderts gab es in Birkach 12 Anwesen (7 Ganz- bzw. Halb- und Viertelhöfe, 5 Güter) und ein Gemeindehirtenhaus. Alleiniger Grundherr über alle Anwesen war das Stiftskapitel Herrieden. Von 1797 bis 1808 unterstand der Ort dem Justiz- und Kammeramt Wassertrüdingen.
Infolge des Gemeindeedikts wurde Birkach dem 1809 gebildeten Steuerdistrikt und der Ruralgemeinde Unterkönigshofen zugewiesen. 1818 entstand die Ruralgemeinde Birkach, zu der Burgstallmühle, Fröschau, Heinersdorf, Röttenbach und Rottnersdorf gehörten. Sie war in Verwaltung und Gerichtsbarkeit dem Landgericht Wassertrüdingen zugeordnet und in der Finanzverwaltung dem Rentamt Wassertrüdingen. 1870 wurde die Gemeinde nach Heinersdorf umbenannt. Am 1. Juli 1971 wurde Birkach im Zuge der Gebietsreform in Bayern nach Bechhofen eingegliedert.

### Baudenkmäler
- Haus Nr. 9: Wohnstallhaus, eingeschossiges massives Gebäude mit Steildach, bez. 1840.[14]
- Haus Nr. 18: Gasthaus, zweigeschossiger massiver Satteldachbau, 1. Hälfte 19. Jahrhundert; Nebengebäude, wohl 2. Hälfte 19. Jahrhundert[14]
- Haus Nr. 22: Bauernhaus, zweigeschossiger massiver Satteldachbau, mit Eckquaderungen und profilierten Rahmungen, 2. Drittel 19. Jahrhundert[14]

### Bodendenkmäler
In der Gemarkung Birkach gibt es zwei Bodendenkmäler.

### Einwohnerentwicklung
| Jahr      | 001818 | 001840 | 001861 | 001871 | 001885 | 001900 | 001925 | 001950 | 001961 | 001970 | 001987 | 002001 | 002011 | 002017 | 002023 |
| Einwohner | 72     | 73     | 101    | 84     | 82     | 75     | 73     | 118    | 73     | 71     | 58     | 52     | 45     | 56     | 49     |
| Häuser    | 13     | 14     |        |        | 16     | 16     | 14     | 15     | 14     |        | 15     |        |        |        |        |
| Quelle    | [ 16 ] | [ 17 ] | [ 18 ] | [ 19 ] | [ 20 ] | [ 21 ] | [ 22 ] | [ 23 ] | [ 24 ] | [ 25 ] | [ 26 ] | [ 27 ] |        | [ 28 ] | [ 1 ]  |

## Religion
Der Ort ist seit der Reformation evangelisch-lutherisch geprägt und bis heute nach St. Maria (Königshofen an der Heide) gepfarrt. Die Katholiken sind nach Herz Jesu (Bechhofen) gepfarrt.